# Episodi di Starsky & Hutch (quarta stagione)
Questa voce contiene trame, dettagli e crediti dei registi e degli sceneggiatori della quarta e ultima stagione della serie televisiva Starsky & Hutch, interpretata da Paul Michael Glaser (David Starsky) e David Soul (Ken "Hutch" Hutchinson). 
Negli Stati Uniti,  fu trasmessa per la prima volta dal 12 settembre 1978 al 15 maggio 1979. In Italia, 10 episodi di questo ciclo furono trasmessi su Rai 2 tra il 14 marzo e il 21 aprile 1983. Alcuni episodi furono trasmessi tra il 6 giugno e il 4 luglio 1984. Il 17º episodio, Huggy sei tornato a casa, andò in onda nel luglio 1982. Nel primo passaggio televisivo italiano, non fu seguito l'ordine cronologico originale.
La stagione vide la partecipazione di varie "guest star" come Adrian Zmed (episodio 1), Kim Cattrall (3), Sally Kirkland (4), Mary Crosby (6), Joanna Cassidy (7), Mykelti Williamson (9), Robert Loggia (10), Jeffrey Tambor (11), Ray Walston (13), Mare Winningham (16), Ken Kercheval (18, 19 e 20), Yvonne Craig (21). Gli episodi 14 e 22 furono diretti da Paul Michael Glaser, mentre l'episodio 17 fu diretto da David Soul. La 4 stagione di Starsky e Hutch fu molto diversa rispetto alle precedenti, i personaggi principali apparivano più tesi e lunatici, dall'aspetto più stanco e depresso, spesso in contrasto fra di loro, le storie erano più oscure e il ritmo era più lento, lo spettacolo stesso è stato girato con tecniche cinematografiche che lo hanno fatto risaltare dalle altre stagioni. La 4 stagione fu candidata Aal TP Oro de Spain come miglior serie straniera. 
| nº | Titolo originale                 | Titolo italiano                           | Prima TV USA      | Prima TV Italia |
| -- | -------------------------------- | ----------------------------------------- | ----------------- | --------------- |
| 1  | Discomania                       | Discomania                                | 12 settembre 1978 | 14 marzo 1983   |
| 2  | The Game                         | Il gioco                                  | 19 settembre 1978 | 21 aprile 1983  |
| 3  | Blindfold                        | Una benda sugli occhi                     | 26 settembre 1978 | 15 aprile 1983  |
| 4  | Photo Finish                     | La foto del secolo                        | 10 ottobre 1978   | 13 aprile 1983  |
| 5  | Moonshine                        | Whisky di contrabbando                    | 17 ottobre 1978   | 13 giugno 1984  |
| 6  | Strange Justice                  | Strana giustizia                          | 24 ottobre 1978   | 11 giugno 1984  |
| 7  | The Avenger                      | Il vendicatore                            | 31 ottobre 1978   | 19 aprile 1983  |
| 8  | Dandruff                         | Messa in piega                            | 14 novembre 1978  | 7 giugno 1984   |
| 9  | Black and Blue                   | Nero e blu                                | 21 novembre 1978  |                 |
| 10 | The Groupie                      | L'ammiratrice                             | 28 novembre 1978  | 18 marzo 1983   |
| 11 | Cover Girl                       | La fotomodella                            | 12 dicembre 1978  | 17 aprile 1983  |
| 12 | Starsky's Brother                | Il fratello di Starsky                    | 19 dicembre 1978  | 16 marzo 1983   |
| 13 | The Golden Angel                 | L'angelo d'oro                            | 16 gennaio 1979   |                 |
| 14 | Ballad for a Blue Lady           | Ballata per una signora in blu            | 23 gennaio 1979   | 12 giugno 1984  |
| 15 | Birds of a Feather               | Tanti saluti a Huntley                    | 30 gennaio 1979   |                 |
| 16 | Ninety Pounds of Trouble         | 45 kg di guai                             | 6 febbraio 1979   | 20 aprile 1983  |
| 17 | Huggy Can't Go Home              | Huggy sei tornato a casa                  | 13 febbraio 1979  | 11 luglio 1982  |
| 18 | Targets Without a Badge (part 1) | Missione senza distintivo (prima parte)   | 6 marzo 1979      | 2 luglio 1984   |
| 19 | Targets Without a Badge (part 2) | Missione senza distintivo (seconda parte) | 11 marzo 1979     | 3 luglio 1984   |
| 20 | Targets Without a Badge (part 3) | Missione senza distintivo (terza parte)   | 18 marzo 1979     | 4 luglio 1984   |
| 21 | Starsky vs Hutch                 | Starsky contro Hutch                      | 8 maggio 1979     | 18 aprile 1983  |
| 22 | Sweet Revenge                    | Giusta rivincita                          | 15 maggio 1979    | 6 giugno 1984   |